# Giovanni Passannante

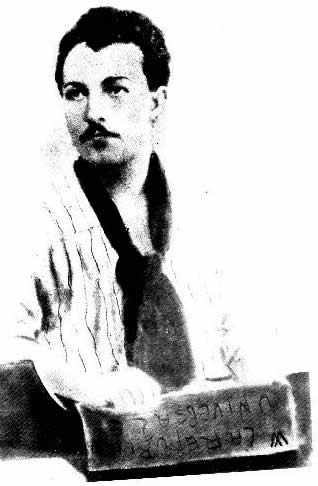
Giovanni Passannante

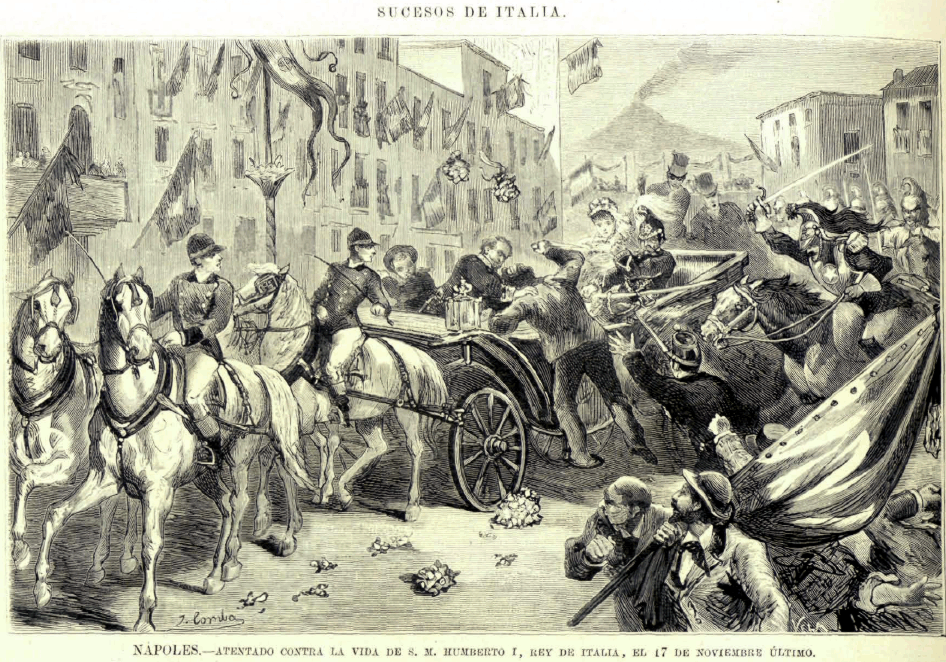
Atentatul

Giovanni Passannante (n. 9 februarie 1849, Salvia, azi Savoia di Lucania – d. 4 februarie 1910, Montelupo Fiorentino) a fost un bucătar și un anarhist italian. 

## Biografie
Giovanni Passannante a fost nevoit să-și găsescă de tânăr de lucru. Așa că a renunțat la a mai merge la școală. Pentru a putea găsi un serviciu mai bun, s-a mutat de mai multe ori și în cele din urmă a lucrat că bucătar în Potenza. Că autodidact, a început să fie interesat de scrierile politice, precum cele ale lui Giuseppe Mazzini, cât și de Biblie. 
În 1872 s-a mutat la Salerno, unde s-a alăturat unui partid socialist și a continuat să fie interesat de idei anarhiste, idei, care nu s-au diminuat prin mutarea lui la Napoli. 
După încercarea să, de a-l omora pe regele italian Umberto I în timpul unei parade la 17 noiembrie 1878 în Napoli, a fost inițial condamnat la moarte. 
Această condamnare la moarte a fost, din cauza protestelor puternice a populației, comutată cu închisoare pe viață. A fost închis la vârstă de 30 de ani într-un turn de pe insula Elba, pentru că a încercat să-l omoare pe rege, și a fost declarat nebun. Cu o înălțime de 160 cm, a trebuit să trăiască în condiții inumane, într-o celulă de doi metri pătrați de mare și înaltă de 140 cm, ceea ce l-a dus efectiv la nebunie. 
Din cauza nebuniei sale, Giovanni Passannante a fost plasat apoi în azilul Montelupo Fiorentino în Villa Medici L’Ambrogiana, unde a murit în anul 1910. 

## După moartea să
După moartea să, capul lui a fost separat și dus la Muzeul Crimei la Roma și expus. În anul 2007 craniu și creierul au fost aduse municipalității Savoia di Lucania. 
În plus, locul sau natal a fost redenumit, din Salvia în Savoia di Lucania. Micul oraș s-a simțit obligat, să demonstreze astfel casei regale afecțiunea să. 
În anul 2011 a fost regizat de Sergio Colabona filmul Passannante, în care Fabio Troiano avea rolul anarhistului. 